# Strephonota cyllarissus
Espèce
Strephonota cyllarissus est un papillon de la famille des Lycaenidae, de la sous-famille des Theclinae et du genre Strephonota.

## Dénomination
Strephonota cyllarissus a été décrit par Johann Friedrich Wilhelm Herbst en 1800 sous le nom de Papilio cyllarissus.
Synonymes : Papilio cyllarus Cramer, [1775] ; Thecla phoster Druce, 1907 ; Thecla deliciae Druce, 1907 ; Thecla cyllarus reducta Lathy, 1926 ; Thecla cyllarus ab. xanthica Lathy, 1926.

## Description
Strephonota cyllarissus est un petit papillon aux antennes et aux pattes annelées de noir et de blanc avec une très courte et une longue fine queue à chaque aile postérieure.
Le dessus de couleur bleu avec aux ailes antérieures une partie noire laissant une ligne bleue que le long du bord interne alors que les ailes postérieures ont uniquement une bordure costale noire.
Le revers est blanc grisé avec une ligne blanche et aux ailes postérieures deux ocelles rouge pupillés de noir dont un en position anale.

## Écologie et distribution
Strephonota cyllarissus est présent en Colombie, au Pérou, au Surinam, en Guyana et en Guyane,.

### Protection
Pas de statut de protection particulier.